# Olympische Sommerspiele 2008/Schwimmen – 200 m Schmetterling (Männer)
Der Wettbewerb über 200 Meter Schmetterling der Männer bei den Olympischen Spielen 2008 in Peking wurde vom 11. bis 13. August 2008 im Nationalen Schwimmzentrum Peking ausgetragen. 44 Athleten nahmen daran teil. 
Es fanden sechs Vorläufe statt. Die 16 schnellsten Schwimmer aller Vorläufe qualifizierten sich für die zwei Halbfinals, die am nächsten Tag ausgetragen wurden. Für das Finale qualifizierten sich die acht zeitschnellsten Schwimmer beider Halbfinals.

## Rekorde
Vor Beginn der Olympischen Spiele waren folgende Rekorde gültig:
| Weltrekord         | Michael Phelps ( Vereinigte Staaten) | 1:52,09 min | Melbourne, Australien | 28. März 2007   |
| Olympischer Rekord | Michael Phelps ( Vereinigte Staaten) | 1:54,04 min | Athen, Griechenland   | 17. August 2004 |

Während der Olympischen Spiele wurden folgende Rekorde gebrochen:
| Olympischer Rekord | Michael Phelps | 1:52,03 min | Peking, Volksrepublik China | 13. August 2008 |
| Weltrekord         | Michael Phelps | 1:52,03 min | Peking, Volksrepublik China | 13. August 2008 |

## Titelträger
| Olympiasieger | Michael Phelps ( Vereinigte Staaten) | 1:54,04 min | Athen 2004     |
| Weltmeister   | Michael Phelps ( Vereinigte Staaten) | 1:52,09 min | Melbourne 2007 |
| Europameister | Paweł Korzeniowski ( Polen)          | 1:54,38 min | Eindhoven 2008 |

## Vorlauf

### Vorlauf 1
| Platz | Name                 | Nation   | Zeit        | Anmerkung |
| ----- | -------------------- | -------- | ----------- | --------- |
| 1     | Nikša Roki           | Kroatien | 1:59,58 min | NR        |
| 2     | Rehan Poncha         | Indien   | 2:01,89 min |           |
| 3     | Emmanuel Crescimbeni | Peru     | 2:02,13 min |           |
| 4     | Javier Hernández     | Honduras | 2:02,23 min |           |

### Vorlauf 2
| Platz | Name                 | Nation      | Zeit        | Anmerkung |
| ----- | -------------------- | ----------- | ----------- | --------- |
| 1     | James Walsh          | Philippinen | 1:59,39 min | NR        |
| 2     | Javier Núñez         | Spanien     | 2:00,24 min |           |
| 3     | Andrés José González | Argentinien | 2:00,36 min |           |
| 4     | Yu Jeong-nam         | Südkorea    | 2:01,00 min |           |
| 5     | Alexis Márquez       | Venezuela   | 2:01,25 min |           |
| 6     | Douglas Lennox-Silva | Puerto Rico | 2:01,69 min |           |
| 7     | Vladan Marković      | Serbien     | 2:03,12 min |           |
| 8     | Donny Utomo          | Indonesien  | 2:03,44 min |           |

### Vorlauf 3
| Platz | Name           | Nation         | Zeit        | Anmerkung |
| ----- | -------------- | -------------- | ----------- | --------- |
| 1     | Hsu Chi-chieh  | Chinese Taipei | 1:56,59 min |           |
| 2     | Pedro Oliveira | Portugal       | 1:57,41 min |           |
| 3     | Simon Sjödin   | Schweden       | 1:57,75 min |           |
| 4     | Alon Mandel    | Israel         | 1:59,27 min | NR        |
| 5     | Omar Pinzón    | Kolumbien      | 1:59,47 min |           |
| 6     | Jeremy Knowles | Bahamas        | 2:01,08 min |           |
| 7     | Daniel Bego    | Malaysia       | 2:01,28 min |           |
| 8     | Georgi Palasow | Bulgarien      | 2:01,84 min |           |

### Vorlauf 4
| Platz | Name               | Nation     | Zeit        | Anmerkung |
| ----- | ------------------ | ---------- | ----------- | --------- |
| 1     | László Cseh        | Ungarn     | 1:54,48 min |           |
| 2     | Paweł Korzeniowski | Polen      | 1:55,21 min |           |
| 3     | Moss Burmester     | Neuseeland | 1:55,80 min |           |
| 4     | Dinko Jukić        | Österreich | 1:55,96 min |           |
| 5     | Ioan Gherghel      | Rumänien   | 1:56,09 min | NR        |
| 6     | Niccolò Beni       | Italien    | 1:56,99 min |           |
| 7     | Denys Sylantjew    | Ukraine    | 1:57,02 min |           |
| 8     | Adam Sioui         | Kanada     | 1:57,45 min |           |

### Vorlauf 5
| Platz | Name              | Nation             | Zeit        | Anmerkung |
| ----- | ----------------- | ------------------ | ----------- | --------- |
| 1     | Wu Peng           | China              | 1:55,39 min |           |
| 2     | Gil Stovall       | Vereinigte Staaten | 1:55,42 min |           |
| 3     | Michael Rock      | Großbritannien     | 1:55,55 min |           |
| 4     | Ryūichi Shibata   | Japan              | 1:55,82 min |           |
| 5     | Chen Yin          | China              | 1:56,55 min |           |
| 6     | Christophe Lebon  | Frankreich         | 1:56,63 min |           |
| 7     | Tamás Kerékjártó  | Ungarn             | 1:57,29 min |           |
| 8     | Romanos Alyfantis | Griechenland       | 1:57,99 min |           |

### Vorlauf 6
| Platz | Name             | Nation             | Zeit        | Anmerkung |
| ----- | ---------------- | ------------------ | ----------- | --------- |
| 1     | Michael Phelps   | Vereinigte Staaten | 1:53,70 min | OR        |
| 2     | Kaio de Almeida  | Brasilien          | 1:54,65 min |           |
| 3     | Takeshi Matsuda  | Japan              | 1:55,06 min |           |
| 4     | Nikolai Skworzow | Russland           | 1:55,33 min |           |
| 5     | Serhij Adwena    | Ukraine            | 1:56,24 min |           |
| 6     | Travis Nederpelt | Australien         | 1:56,64 min |           |
| 7     | Mathieu Fonteyn  | Belgien            | 1:56,65 min | NR        |
| 8     | Juan Veloz       | Mexiko             | 1:57,32 min | NR        |

## Halbfinale

### Lauf 1
| Platz | Name             | Nation             | Zeit        | Anmerkung |
| ----- | ---------------- | ------------------ | ----------- | --------- |
| 1     | Takeshi Matsuda  | Japan              | 1:54,02 min | AS        |
| 2     | Nikolai Skworzow | Russland           | 1:54,31 min | NR        |
| 3     | László Cseh      | Ungarn             | 1:54,35 min |           |
| 4     | Moss Burmester   | Neuseeland         | 1:55,26 min |           |
| 5     | Gil Stovall      | Vereinigte Staaten | 1:55,36 min |           |
| 6     | Dinko Jukić      | Österreich         | 1:55,65 min |           |
| 7     | Serhij Adwena    | Ukraine            | 1:56,64 min |           |
| 8     | Hsu Chi-chieh    | Chinese Taipei     | 1:57,48 min |           |

### Lauf 2
| Platz | Name               | Nation             | Zeit        | Anmerkung |
| ----- | ------------------ | ------------------ | ----------- | --------- |
| 1     | Michael Phelps     | Vereinigte Staaten | 1:53,70 min | OR        |
| 2     | Wu Peng            | China              | 1:54,93 min |           |
| 3     | Kaio de Almeida    | Brasilien          | 1:55,21 min |           |
| 4     | Paweł Korzeniowski | Polen              | 1:55,35 min |           |
| 5     | Chen Yin           | China              | 1:55,88 min |           |
| 6     | Michael Rock       | Großbritannien     | 1:55,90 min |           |
| 7     | Ryūichi Shibata    | Japan              | 1:56,17 min |           |
| 8     | Ioan Gherghel      | Rumänien           | 1:56,57 min |           |

## Finale
| Platz | Name               | Nation             | Zeit        | Anmerkung |
| ----- | ------------------ | ------------------ | ----------- | --------- |
| 1     | Michael Phelps     | Vereinigte Staaten | 1:52,03 min | WR        |
| 2     | László Cseh        | Ungarn             | 1:52,70 min | ER        |
| 3     | Takeshi Matsuda    | Japan              | 1:52,97 min | AS        |
| 4     | Moss Burmester     | Neuseeland         | 1:54,35 min | OC        |
| 4     | Wu Peng            | China              | 1:54,35 min |           |
| 6     | Paweł Korzeniowski | Polen              | 1:54,60 min |           |
| 7     | Kaio de Almeida    | Brasilien          | 1:54,71 min |           |
| 8     | Nikolai Skworzow   | Russland           | 1:55,14 min |           |